# Kenneth Hansen
Svend Kenneth Hansen (Götene, 29 settembre 1960) è un pilota automobilistico svedese, di origini danesi e attivo nella categoria del rallycross dal 1987, dove ha vinto il Campionato europeo rallycross 14 volte.

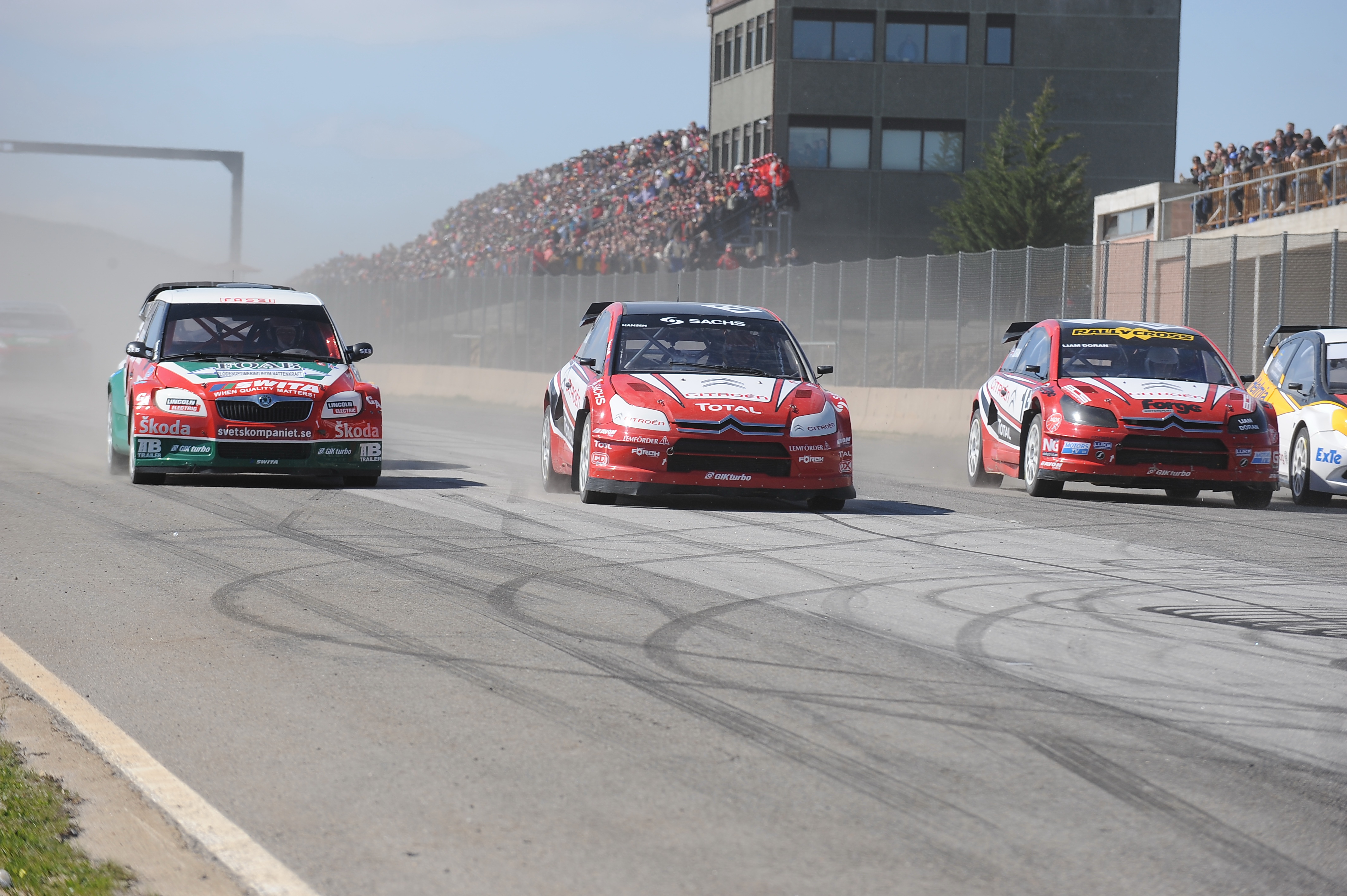
Hansen al centro su Citroën C4 T16 4x4 durante la gara di ERX in Portogallo nel 2010

Suo padre, Svend Hansen, viene considerato quale ideatore del cosiddetto Joker Lap che caratterizza il rallycross.
Dal 1993 in poi, Hansen ha gareggiato esclusivamente con vetture Citroën. Alla fine della stagione 2010, si è ritirato dalle corse per poter fondare e gestire il team Hansen Motorsport. Nel marzo 2013, Hansen è stato nominato nella Commissione FIA come uno dei 12 rappresentanti dei piloti.
Sposato con Susann Hansen, anche lei pilota di rallycross e vincitrice della Coppa Europa 1994 nel Gruppo N 1400 cc, dal quale hanno avuto due figli: Kevin nato nel 1998 e Timmy nato nel 1992. Entrambi piloti di rallycross e corrono per il team del padre Hansen Motorsport.

## Palmarès
- Campionato europeo rallycross: 14